# Azorastia gemmae
Azorastia gemmae is een vliegensoort uit de familie van de Nannodastiidae. De wetenschappelijke naam van de soort is voor het eerst geldig gepubliceerd in 1994 door Carles-Tolra.